# Blockleiter

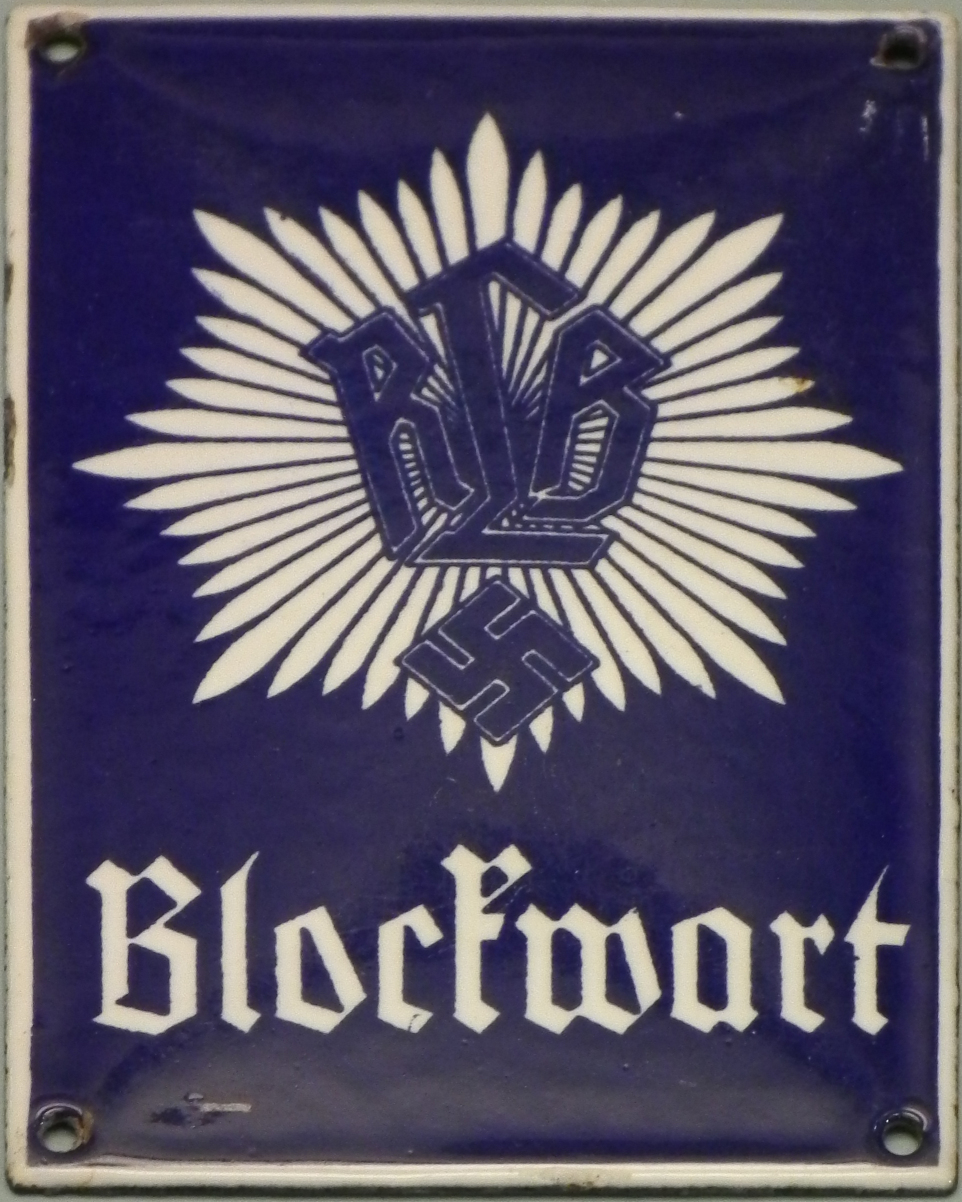
Imagen con el término Blockwart en ella.

Blockleiter (en español: líder de bloque, derivado de un bloque de ciudad) de 1933 fue el título de un rango político inferior del Partido Nacionalsocialista Obrero Alemán responsable de la supervisión política de un vecindario. Conocidos en el lenguaje común como blockwart (director de bloque), los funcionarios se encargaron de establecer el vínculo entre las autoridades nacionalsocialistas y la población general. El término despectivo blockwart (fisgón) sobrevive en el lenguaje coloquial alemán.

## Historia y uso
El título de blockleiter se creó por primera vez en 1930 y se conoció inicialmente como blockwart. El propósito de un blockwart era organizar el apoyo local para las elecciones durante un período en el que los nacionalsocialistas intentaban obtener oficinas políticas locales y nacionales en la República de Weimar. Los blockwarte fueron organizados por barrios en ciudades y pueblos alemanes, y respondieron a un "líder de célula" conocido como zellenwart. Típicamente, había de ocho a diez bloques en una célula.
En 1933, cuando los nacionalsocialistas llegaron al poder, el antiguo rango político de blockwart fue eliminado del sistema de rangos NS para ser reemplazado por un nuevo rango conocido como mitarbeiter. Es en este punto el término blockleiter se usó con mayor frecuencia, aunque no como un rango político real sino como un título para un mitarbeiter asignado al nivel local del Partido Nacionalsocialista a cargo de un vecindario local o una calle.
Aquellos mitarbeiter asignados como blockleiter ahora respondieron a un funcionario conocido como zellenleiter. El zellenleiter, era también en sí mismo un título y no un rango real, estaba en manos de los nacionalsocialistas que tenían el rango político de stellenleiter.
En 1939, con el establecimiento de una nueva serie de rangos políticos del Partido Nacionalsocialista, tanto el mitarbeiter como el blockleiter se convirtieron en posiciones políticas, denotadas por brazaletes especiales. La organización de la unidad del bloque nacionalsocialista ahora abarcaba varios puestos; La matriz completa de títulos de bloque fue la siguiente:
- Blockhelfer - asistente de bloque
- Blockleiter - director de bloque
- Blockwalter - administrador de bloque
- Blockobmann - jefe de bloque

También existía una posición de operaciones especiales conocida como betriebsblockobmann, pero era para controlar las actitudes políticas y el comportamiento de los gerentes y trabajadores en la producción en tiempo de guerra.

## Tareas
Mientras que la antigua posición de un Blockwart se había preocupado por el liderazgo del distrito electoral, el nuevo Blockleiter estaba preocupado por hacer cumplir la doctrina nacionalsocialista y supervisar a la población local. Después de 1933, el Blockleiter local se encargó de difundir la propaganda y desarrollar una aceptación de las políticas del NSDAP entre los hogares (típicamente de 40 a 60) en su área.
También era deber del Blockleiter espiar a la población e informar de cualquier actividad contra los nacionalsocialista a la oficina local de la Gestapo; Esto permitió un estado de terror nacionalsocialista. Esto fue ayudado manteniendo archivos en cada hogar (Haushaltskarten). Debido a tales actividades, a la población en general no le gustaba mucho los Blockleiters. Otras tareas incluyeron la asignación de camas en las casas para los manifestantes del NSDAP, la captación de suscripciones y donaciones caritativas, especialmente para la Winterhilfswerk, y la organización de la eliminación de escombros después de los ataques aéreos.
Al final de la Segunda Guerra Mundial, se cree que había casi medio millón de Blockleiter.